# Silene dioica
Silene dioica (sinònim: Melandrium rubrum), és una espècie de planta herbàcia nativa d'Europa.

## Descripció
Planta biennal o perenne de 30 a 90 cm d'alt, amb flors de color rosa fosc o vermelles, cadascuna d'1,8-2,5 cm de diàmetre. Com indica el seu epítet específic és dioica. Les plantes femelles produeixen un fruit en forma de càpsula que conté nombroses llavors. Floreix de maig a octubre. Prefereix sòls que no siguin gaire àcids. Es poden trobar híbrids naturals amb Silene latifolia × Silene dioica = Silene × hampeana que són fèrtils amb Silene latifolia.

## Usos
Es fa servir com planta ornamental. Hi ha varietats de flor doble com l'anomenada 'Firefly'.